# Johan Brunström
Johan Brunström (Fiskebäckskil, Švedska, 3. travnja 1980.) je švedski tenisač. Specijalizirao se za igru parova te je dosad nastupio u 17 ATP finala od čega je osvojio četiri turnira.
Za Švedsku je debitirao u susretu prvog kola Davis Cupa protiv Srbije tijekom veljače 2012. godine. Ondje je zajedno s Robertom Lindstedtom pobijedio srpski par Tipsarević - Zimonjić rezultatom 3–6, 6–3, 7–6, 6–7, 10–8. To je ujedno bila i jedina pobjeda švedske reprezentacije koja je poražena u niškoj dvorani Čair ukupnim rezultatom 4:1.
5. siječnja 2014. Brunström je zajedno s danskim tenisačem Frederikom Nielsenom osvojio Chennai Open pobijedivši u finalu hrvatsku kombinaciju Marin Draganja - Mate Pavić.

## ATP finala

### Parovi (5:13)
| Ishod   | Datum               | Turnir                       | Podloga         | Partner            | ProtivniCI                     | Rezultat                 |
| ------- | ------------------- | ---------------------------- | --------------- | ------------------ | ------------------------------ | ------------------------ |
| Poraz   | 7. srpnja 2008.     | Båstad, Švedska              | zemlja          | Jean-Julien Rojer  | Jonas Björkman Robin Söderling | 2–6, 2–6                 |
| Poraz   | 12. listopada 2008. | Stockholm, Švedska           | beton (dvorana) | Michael Ryderstedt | Jonas Björkman Kevin Ullyett   | 1–6, 3–6                 |
| Poraz   | 10. svibnja 2009.   | Beograd, Srbija              | zemlja          | Jean-Julien Rojer  | Łukasz Kubot Oliver Marach     | 2–6, 6–7(3–7)            |
| Poraz   | 20. lipnja 2009.    | 's-Hertogenbosch, Nizozemska | trava           | Jean-Julien Rojer  | Wesley Moodie Dick Norman      | 6–7(3–7), 7–6(7–3), 5–10 |
| Poraz   | 2. kolovoza 2009.   | Umag, Hrvatska               | zemlja          | Jean-Julien Rojer  | Frant. Čermák Michal Mertiňák  | 4–6, 4–6                 |
| Poraz   | 26. rujna 2009.     | Bukurešt, Rumunjska          | zemlja          | Jean-Julien Rojer  | Frant. Čermák Michal Mertiňák  | 2–6, 4–6                 |
| Pobjeda | 9. veljače 2009.    | Gstaad, Švicarska            | zemlja          | Jarkko Nieminen    | Marcelo Melo Bruno Soares      | 6–3, 6–7(4–7), 11–9      |
| Poraz   | 24. listopada 2010. | Stockholm, Švedska           | beton (dvorana) | Jarkko Nieminen    | Eric Butorac Jean-Julien Rojer | 3–6, 4–6                 |
| Poraz   | 15. siječnja 2011.  | Auckland, Novi Zeland        | beton           | Stephen Huss       | Marc. Granollers Tommy Robredo | 4–6, 6–7(6–8)            |
| Poraz   | 10. srpnja 2011.    | Newport, SAD                 | trava           | Adil Shamasdin     | Matthew Ebden Ryan Harrison    | 6–4, 3–6(5–10)           |
| Poraz   | 23. rujna 2012.     | Metz, Francuska              | beton (dvorana) | Frederik Nielsen   | Nicolas Mahut É. R. Vasselin   | 6–7(3–7), 4–6            |
| Poraz   | 12. siječnja 2013.  | Auckland, Novi Zeland        | beton           | Frederik Nielsen   | Colin Fleming Bruno Soares     | 6–7(1–7), 6–7(2–7)       |
| Poraz   | 10. veljače 2013.   | Montpellier, Francuska       | beton (dvorana) | Raven Klaasen      | Marc Gicquel Michaël Llodra    | 3–6, 6–3(9–11)           |
| Pobjeda | 25. svibnja 2013.   | Nice, Francuska              | zemlja          | Raven Klaasen      | Juan Seb. Cabal Robert Farah   | 6–3, 6–2                 |
| Pobjeda | 22. rujna 2013.     | Metz, Francuska              | beton (dvorana) | Raven Klaasen      | Nicolas Mahut Jo-Wilf. Tsonga  | 6–4, 7–6(7–5)            |
| Poraz   | 29. rujna 2013.     | Bangkok, Tajland             | beton (dvorana) | Tomasz Bednarek    | Jamie Murray John Peers        | 3–6, 6–3(6–10)           |
| Pobjeda | 5. siječnja 2014.   | Chennai, Indija              | beton           | Frederik Nielsen   | Marin Draganja Mate Pavić      | 6–2, 4–6(10–7)           |
| Pobjeda | 7. srpnja 2014.     | Båstad, Švicarska            | zemlja          | Nicholas Monroe    | Jérémy Chardy Oliver Marach    | 4–6, 7–6(7–5), (10–7)    |

## Vanjske poveznice
- Profil tenisača na ATP World Tour.com
- ITF Tennis.com  Arhivirana inačica izvorne stranice od 16. prosinca 2013. (Wayback Machine)